# Bezvučni bilabijalni frikativ
Bezvučni bilabijalni frikativ glas je koji postoji u nekim jezicima, a u međunarodnoj fonetskoj abecedi za nj se rabi znak [ɸ].
Glas ne postoji u hrvatskome standardnom jeziku, ali po izgovoru je sličan glasu [f]. Bezvučni bilabijalni frikativ izgovara se samo usnama, to jest gornji zubi ne dodiruju donje usne.
Pojavljuje se u turskom (kao alofon glasa [f] kod nekih govornika), turkmenskom, japanskom (kao alofon glasa /h/) i drugim.
Njegove značajke uključuju:
- Po načinu tvorbe jest frikativ
- Po mjestu tvorbe jest bilabijalni suglasnik
- Po zvučnosti jest bezvučan.